# A kopernícium izotópjai
A koperníciumnak (Cn) nincs stabil izotópja, így standard atomtömege nem adható meg.

## Táblázat
| Az izotóp jele | Z(p)                | N(n)                | Az izotóp tömege (u) | felezési idő                | magspin | jellemző izotóp- összetétel (móltört) | természetes ingadozás (móltört) |
| Az izotóp jele | gerjesztési energia | gerjesztési energia | gerjesztési energia  | felezési idő                | magspin | jellemző izotóp- összetétel (móltört) | természetes ingadozás (móltört) |
| -------------- | ------------------- | ------------------- | -------------------- | --------------------------- | ------- | ------------------------------------- | ------------------------------- |
| 277Cn          | 112                 | 165                 | 277,16394(14)#       | 1,1(7) ms [0,69(+69−24) ms] | 3/2+#   |                                       |                                 |
| 278Cn          | 112                 | 166                 | 278,16431(57)#       | 10# ms                      | 0+      |                                       |                                 |
| 279Cn          | 112                 | 167                 | 279,16655(53)#       | 0,1# s                      |         |                                       |                                 |
| 280Cn          | 112                 | 168                 | 280,16704(69)#       | 1# s                        | 0+      |                                       |                                 |
| 281Cn          | 112                 | 169                 | 281,16929(106)#      | 10# s                       | 3/2+#   |                                       |                                 |
| 282Cn          | 112                 | 170                 | 282,16977(76)#       | 30# s                       | 0+      |                                       |                                 |
| 283Cn          | 112                 | 171                 | 283,17179(83)#       | 4,2(2,1) perc               |         |                                       |                                 |
| 284Cn          | 112                 | 172                 | 284,17238(91)#       | 31(18) s                    | 0+      |                                       |                                 |
| 285Cn          | 112                 | 173                 | 285,17411(78)#       | 40(30) perc                 | 5/2+#   |                                       |                                 |

## Fordítás
Ez a szócikk részben vagy egészben az Isotopes of copernicium című angol Wikipédia-szócikk ezen változatának fordításán alapul.  Az eredeti cikk szerkesztőit annak laptörténete sorolja fel. Ez a jelzés csupán a megfogalmazás eredetét és a szerzői jogokat jelzi, nem szolgál a cikkben szereplő információk forrásmegjelöléseként.